# 연속성 (창작물)
창작물 및 허구에서 연속성(Continuity)은 읽는이가 관찰한 인물, 이야기, 물건, 장소 등이 가진 특징들이 시간이 지나도 지키는 일관성을 가리킨다.
연속성은 영화나 텔레비전 시리즈에서 촬영 완료 후 오류를 교정하기 힘들기 때문에 심도있게 관리하는 요소이다.

## 연속성 오류

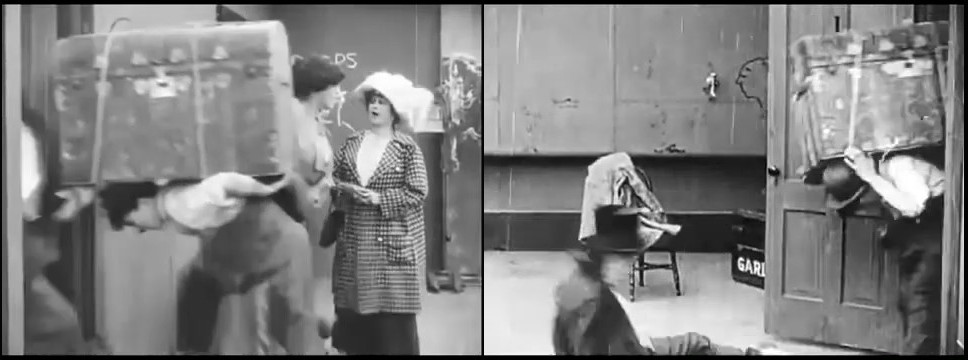
찰리 채플린 주연 1914년 코미디 영화 《소도구 담당》의 연속성 오류이다. 첫 화면에서 채플린이 연기하는 인물이 모자를 등 뒤에 쥐고 상자를 나르고 있지만, 바로 다음 장면에서 이 인물은 모자를 쓰고 있다.

연속성 오류는 대개 한 등장인물이 마시는 잔에 담긴 물의 깊이같이 소규모적이며, 이는 허용 정도에 따라 최종판에서도 교정하지 않고 남아있기도 한다.

### 화면상 오류
초기 연속성 오류 중 유명한 일례로 찰리 채플린의 1914년 영화 《소도구 담당》가 있다.